# Wandlitz
Wandlitz è un comune di 24 363 abitanti del Brandeburgo, in Germania. Appartiene al circondario del Barnim.

## Storia
Nel 2003 vennero aggregati al comune di Wandlitz i soppressi comuni di Basdorf, Klosterfelde, Lanke, Prenden, Schönerlinde, Schönwalde e Stolzenhagen.

## Geografia antropica
Il comune di Wandlitz è suddiviso nelle frazioni di Basdorf, Klosterfelde, Lanke, Prenden, Schönerlinde, Schönwalde, Stolzenhagen, Wandlitz e Zerpenschleuse.

## Società

### Evoluzione demografica
- Sviluppo della popolazione dal 1875 entro gli attuali confini (Linea Blu: Popolazione; Linea puntata: Confronto dello sviluppo della popolazione dello stato del Brandenburgo; Sfondo grigio: Ai tempi del governo nazista; Sfondo rosso: Al tempo del governo comunista)
- Sviluppo recente della popolazione (Linea blu) e previsioni

## Amministrazione

### Gemellaggi
Wandlitz è gemellata con:
- Gladbeck
- La Ferrière
- Schönwalde am Bungsberg
- Trzebiatów
- Ballainvilliers
- Schwechat
- London Borough of Enfield
- Alanya
- Fushun